# München-Flughafen (Freising)
München-Flughafen ist ein Gemeindeteil der Großen Kreisstadt Freising.
Der Gemeindeteil liegt auf den Gemarkungen Attaching und Freising. Er nimmt den nordwestlichen Teil des Flughafens mit dem Besucherpark ein.
Von den 460 ha des Gemeindeteils, der 28,4 % der 1618 ha der Gesamtfläche des Flughafens München entspricht, liegen 330 ha auf der Gemarkung Attaching, 130 ha auf der Gemarkung Freising.
Gleichnamige Gemeindeteile bestehen in Hallbergmoos und Oberding.